# Estádio João Cardoso
O Estádio João Cardoso é um estádio de futebol, localizado em Tondela, no Distrito de Viseu, propriedade do Clube Desportivo de Tondela, sendo neste recinto que a equipa de futebol joga as suas partidas em casa. O estádio foi inaugurado a 27 de maio de 2008, e tem uma capacidade para 5 mil espetadores.

## História

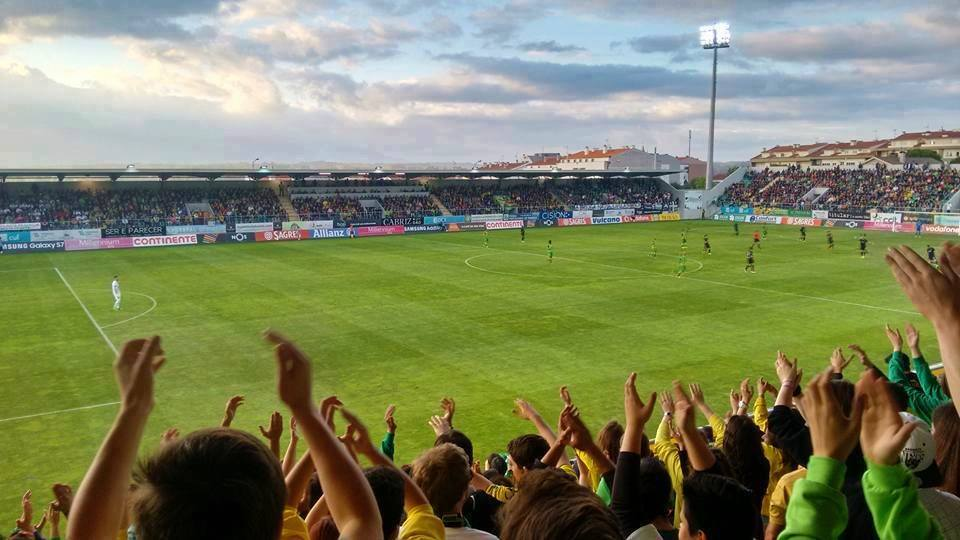
Ambiente interior do estádio.

De 1933 até 1990, o Estádio João Cardoso era apelidado de 'Campo do Pereiro'.
A 8 de dezembro de 1990, o clube mudou o nome do seu estádio para homenagear João Cardoso, o homem que cedeu os terrenos ao Clube Desportivo de Tondela para a construção do seu campo. Nessa data foi realizada uma cerimónia de homenagem a João Cardoso nas pessoas de seus filhos com a presença dos sócios e adeptos.
O Estádio do Clube Desportivo de Tondela desde 1990 foi sofrendo várias obras de requalificação, nomeadamente com melhoria de infraestruturas e um continuo aumento da capacidade até aos dias de hoje.
Em 1994, época que o CDT subiu à II Divisão Nacional, o Estádio João Cardoso sofreu a sua primeira grande requalificação com o arrelvamento do terreno de jogo e aumento substancial da capacidade do estádio com a requalificação de uma bancada lateral e a construção de uma nova bancada num dos topos do estádio. Esta primeira grande requalificação do estádio foi concluída no verão de 1995.
Em redor do estádio, nos anos seguintes, as infraestruturas do clube não pararam de crescer. Foi inaugurado primeiramente um pavilhão desportivo e mais tarde foi construído o campo nº2, ficando o Estádio João Cardoso a estar integrado num Complexo Desportivo.
Posteriormente, já no inicio do novo milénio, o Estádio João Cardoso sofre uma nova requalificação principalmente com a construção de novos balneários, implementação de novas torres de iluminação e remodelação das bancadas com aumento da sua capacidade com lugares sentados para 2 674 espectadores. No campo nº2 localizado no complexo foi também alvo de reestruturação com a construção de uma pequena bancada atrás de uma das balizas e com a substituição do piso até aqui em terra batida por um relvado sintético (agora com piso relvado). Esta requalificação do estádio do clube foi concluída em 2008 com o Estádio João Cardoso a ser 'premiado' com um treino da Seleção Portuguesa, aquando da preparação para o Euro 2008, realizando-se também uma cerimónia protocolar para assinalar o momento da requalificação deste património do clube beirão com a presença de dirigentes do CDT, membros do governo de Portugal, responsáveis diretivos da Federação Portuguesa de Futebol, autarcas municipais e pelo atleta Nuno Gomes, capitão da seleção nacional 'A' de Portugal naquela época.
Já em 2015, com a subida do Tondela à Primeira Liga, o estádio precisou de passar ainda por mais requalificações para poder disputar os jogos do campeonato no seu recinto de acordo com a regulamentação da Liga Portugal, entidade que organiza os campeonatos profissionais. Esta última intervenção significativa no estádio praticamente que duplicou a sua capacidade para 5 000 lugares para espectadores.
A maior assistência de público no estádio foi registada a 11 de março de 2017 no jogo da Primeira Liga entre o CD Tondela e Sporting CP (1–4) com 4 987 espetadores.

## Eventos desportivos

### Euro 2008
O Complexo Desportivo do Estádio João Cardoso foi oficialmente inaugurado em 2008, com a realização do treino da Seleção Portuguesa, aquando da preparação para o Euro 2008.

### Taça AF Viseu 2015/16
Na temporada 2015/16, o estádio foi palco da final da Taça AF Viseu.